# Alienware
Alienware Corporation è un produttore statunitense di hardware e una completa sussidiaria di Dell, il cui segmento di mercato sono i PC per videogiochi. La Alienware offre soprattutto PC di fascia alta, la cui configurazione può essere specificata in dettaglio dal cliente al momento dell'ordinazione dal suo sito Internet. L'azienda ha un sito anche per il mercato italiano.

## Storia
Fondata nel 1996 da Nelson Gonzalez e Alex Aguila, la Alienware forniva PC fissi e portatili dalle basse e moderate prestazioni, insieme a workstation progettate per essere visivamente accattivanti. Secondo i dipendenti, assunse il nome Alienware a causa della predilezione dei fondatori per la serie televisiva X-Files: da qui lo stile che viene adottato dalla sua nascita ad oggi su laptop e PC fissi.